# Papa's Dream
Papa's Dream è un cortometraggio muto del 1913 diretto da Charles H. France. Prodotto dalla Selig Polyscope Company e sceneggiato da Ethel C. Wilson, il film aveva come interpreti Morris McHugh, Adrienne Kroell, Palmer Bowman, Lafe McKee.

## Produzione
Il film fu prodotto dalla Selig Polyscope Company.

## Distribuzione
Distribuito dalla General Film Company, il film - un cortometraggio di 200 metri - uscì nelle sale cinematografiche statunitensi il 25 giugno 1913.
Nelle proiezioni, veniva programmato con il sistema dello split reel, accorpato in un'unica bobina con un altro cortometraggio prodotto dalla Selig, il documentario The City of Gold.